# 袁韶
袁 韶（えん しょう、紹興31年（1161年）- 嘉熙元年5月6日（1237年5月31日））は、中国南宋の官僚・政治家。字は彦淳。明州鄞県の人。

## 経歴
淳熙14年（1187年）、科挙に及第して進士となった。嘉泰年間、呉江県丞として在任していた頃、朝廷の有力大臣である蘇師旦が賦役の改定と人事の推薦において親族の便宜を図るため圧力を加えたが、これに屈しなかった。その後、桐廬知県に移り、宗室の行政干渉を抑制し、銭塘江の堤防築造に使われる石材の採掘も中断させることで住民から尊敬された。
嘉定4年（1211年）、中央に召され太常寺主簿を経て右司郎官を務めた。当時、金はモンゴルの脅威を避けて汴京に遷都し、これを機に南宋は金への歳幣支給を中止させた。金が使臣を派遣し歳幣を督促すると、使臣の接待に当たった袁韶は「昔、両国が誓約した時は歳幣の運送が燕京で止めたが、汴京に赴いたとは聞いたことがない」と応酬したという。
嘉定13年（1220年）、臨安府尹に任ぜられ、ほぼ10年間も都城の行政を治めながら訟事を処理することが峻厳にしても公正であり、「仏子」と称えられた。紹定元年（1228年）、同知枢密院事を拝命され、朝廷の機務に関与した。史弥遠政権下で重用されたが、史弥遠により廃黜された皇子の趙竑の無実を訴えた胡夢昱に対する処罰に同調しないなど、節操を守る面貌もあった。
紹定3年（1230年）、李全が揚州に侵すと、浙西制置使・臨安府知府を兼ねて、李全の討伐を積極的に主張した。史弥遠が死去した翌年の端平元年（1234年）、理宗が親政を始めたことに伴い、旧政権の人事らが清算される過程で袁韶も罷免されている。
嘉熙元年（1237年）5月、77歳で死去。少傅が追贈され、後に太師・越国公に追封された。